# Булмукта
Булмукта́ (калм. Булмугта) — посёлок в Черноземельском районе Калмыкии, в составе Прикумского сельского муниципального образования. Посёлок расположен близ реки Бургла в 31 км к северу от посёлка Прикумский.
Население — 69 чел. (2010).

## Название
Скорее всего, посёлок заимствовал своё название от одноимённого населённого пункта, располагавшегося к югу от озера Кёк-Хаг. Название посёлка производно от слова «булмук» (калм. булмуг) — названия калмыцкого национального блюда и вероятно отражает особенность местности — солончаков, поверхность которых после снеготаяния или обильных осадков становится труднопроходимой, напоминающей по консистенции «булмук».

## Физико-географическая характеристика
Посёлок расположен на Чёрных землях, являющихся частью Прикаспийской низменности. Высота местности 8 метров ниже уровня моря. Рельеф местности ровный. В 0,8 км к северу от посёлка протекает река Бургла.
Ближайшие населённые пункты — посёлки Комсомольский (в 31 километрах к юго-востоку) и Адык (в 49 километре к северо-западу). Административный центр сельского поселения посёлок Прикумский расположен в 50 км к югу от Булмукты.
Согласно классификации климатов Кёппена-Гейгера тип климата — семиаридный (полупустынный), со значительными колебаниями температур между климатическими сезонами и в течение суток (индекс BSk). Среднегодовая температура воздуха — 10,4 °C, количество осадков — 269 мм. Количество выпадающих осадков в течение года распределено относительно равномерно. Наименьшее количество осадков выпадает в феврале (многолетняя норма осадков — 14 мм), наибольшее в июне (35 мм). В окрестностях посёлка распространены бурые пустынно-степные и бурые пустынные солонцеватые песчаные почвы в комплексе с солонцами.

## История
Дата основания посёлка Булмукта не установлена. До депортации посёлок Булмукта располагался к югу от озера Кёк-Хаг. На новом месте посёлок вероятно был восстановлен после возвращения калмыков в конце 1950-х годов. К 1989 году население посёлка составило около 150 человек.

## Население
| 2002 | 2010 |
| ---- | ---- |
| 101  | ↘69  |

Национальный состав
Согласно результатам переписи 2002 года большинство населения посёлка составляли чеченцы (35 %) и андийцы (43 %)